# Liechtensteiner-Cup 1992-1993
La Liechtensteiner-Cup 1992-1993 è stata la 48ª edizione della coppa nazionale del Liechtenstein conclusa con la vittoria finale del FC Balzers, al suo decimo titolo.
Della competizione è noto solo il risultato della finale.

## Finale
| Ruggell | FC Balzers | 5 – 2 | FC Schaan |  |